# Lycodichthys
Lycodichthys är ett släkte av fiskar. Lycodichthys ingår i familjen tånglakefiskar.
Kladogram enligt Catalogue of Life:
| Lycodichthys | \| \| Lycodichthys antarcticus \| \| \| \| \| \| Lycodichthys dearborni \| \| \| \| |
|              | \| \| Lycodichthys antarcticus \| \| \| \| \| \| Lycodichthys dearborni \| \| \| \| |
|              | Lycodichthys antarcticus                                                            |
|              |                                                                                     |
|              | Lycodichthys dearborni                                                              |
|              |                                                                                     |